# Шишакский сельский совет (Хорольский район)
Шишакский сельский совет (укр. Шишацька сільська рада) — входит в состав
Хорольского района
Полтавской области
Украины.
Административный центр сельского совета находится в 
с. Шишаки.

## Населённые пункты совета
- с. Шишаки
- с. Павловка
- с. Падуси
- с. Рыбченки